# Erik Johnstad-Møller
Svend Erik Johnstad-Møller (26. april 1894 på Tunegaard ved Hedehusene – 9. januar 1982 i Vangede) var en dansk officer og modstandsmand. Fra 1948 til 1959 var han den første chef for Hjemmeværnet.

## Karriere og modstandsarbejde
Han var søn af proprietær Niels Møller (1860-1951) og Agnes Amalie Johnstad (1868-1922) og tog realeksamen fra Roskilde Katedralskole. Han gennemførte Hærens Officersskole, blev premierløjtnant 1915 og fik specialuddannelse som skydelærer og i generalstabstjeneste. Johnstad-Møller var adjudant ved 1. Generalkommando og senere ved Generalkommandoen 1922-29, blev kaptajn 1929 og forsat til 2. bataljon i Tønder, var souschef ved Generalkommandoen og senere ved Generalstabens kommandoafdeling 1931-35, var kommandant for den nyetablerede Søgårdlejr 1935-38 og var samtidig stifter af og formand for Andelsselskabet Søgaardhus, som skulle bevare denne ejendom på danske hænder. Han kom i 1938 til 7. regiment, var på tjenesteophold i den franske hær 1939 og blev oberstløjtnant og chef for 2. bataljon 1940.
Efter angrebet på den danske hær i august 1943 gik Johnstad-Møller ind i det illegale arbejde og stod for arbejdet med at organisere og bevæbne modstandsbevægelsen i Jylland og på Fyn. I maj 1944 blev han taget af tyskerne, blev sendt til Frøslevlejren og derfra til Neuengamme, hvor han var fange fra 13. marts 1945 til 19. april 1945.
Efter krigen blev Johnstad-Møller oberst og chef for 3. regiment 1945, og 1948 blev han chef og generalinspektør for Hjemmeværnet (som først formelt blev oprettet 1. april 1949). 1951 blev han forfremmet til generalmajor og fik afsked fra Hæren 1959. Han var medredaktør af værket Danmarks Hær. 

## Hæder og tillidshverv
Johnstad-Møller blev Ridder af Dannebrogordenen 1935, Dannebrogsmand 1946, Kommandør af 2. grad 1950 og af 1. grad 1953 og var dekoreret med en lang række udenlandske ordener. Han var medlem af forskellige udvalg og bestyrelser inden for jagt- og hundesport. Han var også i begrænset omfang involveret i Det Konservative Folkeparti.

## Ægteskaber
1. Han blev gift første gang 23. december 1917 i Nødebo Kirke med Karen Marie Baggesen (14. oktober 1892 i Helsingør - 16. januar 1972 på Frederiksberg). Ægteskabet blev opløst 1941.
2. Anden gang ægtede han 15. juni 1941 i Kastelskirken Karen Margrethe Lunn (10. maj 1892 på Frederiksberg - 14. november 1981 i Hellerup), datter af højesteretsdommer Villars Hilmar Lunn (1855-1931) og Ida Louise Pouline Bech (1866-1942) og gift første gang 1913 med postmester Jørgen Frederik Lichtenberg Wolff (1886-1960; ægteskab opløst 1941).

Han er begravet på Frederiksberg Ældre Kirkegård.
Der findes et portrætmaleri af Mary E. Havning fra 1959 (Hjemmeværnets hovedkvarter i Kastellet) og et fotografi (Frihedsmuseet).